# Sociální vyloučení
Sociální vyloučení (exkluze) je proces vydělování jedinců i sociálních skupin ze společnosti. Vede k tomu, že se někteří lidé v důsledku nepříznivé sociální situace nemají možnost zapojit do běžného života společnosti a ocitají se izolovaní na jejím okraji (marginalizace) či zcela mimo ni (exkluze), čímž se kumulují další problémy jednotlivců a rozšiřují negativní jevy ve společnosti.
Naopak sociální inkluze je snahou o lepší integraci postižených nebo znevýhodněných jedinců do společnosti.

## Vývoj pojmu
Sociální vyloučení ve smyslu záměrné dezintegrace jedince nebo skupiny sloužilo jako nástroj sociální kontroly, k ochraně společnosti před nežádoucími či neobvyklými jedinci. Fungovalo jako sankce a bylo prvkem, který společnost sjednocoval a pomáhal zajišťovat její integritu. Přestože mělo původ i v předsudcích, plnilo preventivní funkci a bylo tolerováno.
Příkladem této formy sociálního vyloučení může být vyhnanství nebo zákaz pobytu.
V současnosti je sociální vyloučení vnímáno jako negativní jev, který společnost rozděluje, zvyšuje nerovnost mezi lidmi (diskriminace) a vede k dalším problémům, jako jsou násilí a kriminalita.

## Koncept sociálního vyloučení
Současný koncept sociálního vyloučení znamená, že lidé již nejsou rozdělování v rámci společnosti vertikálně na nižší a vyšší třídu (neboli na „ty nahoře a ty dole“, bohaté a chudé), ale jsou horizontálně rozdělování na ty, jež jsou uvnitř společnosti (a participují na jejích systémech, např. na systému sociálního zabezpečení) a na ty, kteří stojí mimo ni. Sociální vyloučení je otázkou vztahu státu a jednotlivce.

## Formy sociálního vyloučení
Základním znakem sociálního vyloučení je to, že má více dimenzí, které se vzájemně doplňují a působí na sebe navzájem. Nemusí však být zastoupeny všechny najednou. Vyloučení ze společnosti může být:
- Ekonomické: jedinec může být jak vyloučen z pracovního trhu (nemožnost získat vzdělání, etnický původ, věk) a v důsledku toho se ocitnout na hranici chudoby, tak naopak nízký příjem může být příčinou jeho vyloučení.

- Sociální: jedinec je vyloučen ze sociálních sítí, nemá kontakty, silné sociální vazby, nemá tzv. sociální kapitál. Může mít silné vztahy mezi rodinnými příslušníky, ty však nemívají pro změnu jeho pozice ve společnosti rozhodující význam.

- Kulturní: jedinec neparticipuje na kultuře společnosti, např. nemá stejný přístup ke vzdělání jako ostatní, nemá přístup k některým formám sdílení kultury, má omezený přístup k informacím.

- Prostorové: místo, kde lidé žijí, ovlivňuje jejich životní styl, možnosti a volby, je důležité pro sociální status a může být jak příčinou, tak důsledkem sociálního vyloučení.
- Politické: jedinec neparticipuje na svých občanských právech (např. neúčastní se voleb) a tím má menší vliv na svůj osud i na společnost jako celek.
- Vyloučení z bezpečí: jedinec může být vystaven vyšším rizikům kriminality jak individuální, tak organizované.
- Vyloučení z mobility v prostoru: omezení místem, ale i omezení ve smyslu sociální mobility.
- Symbolické: některé sociální skupiny jsou vyloučeny v rovině verbální, manifestačním vyjadřováním odporu k nim (např. z důvodu etnicity, sexuální orientace, vyznání).
- Individuální: představuje např. nějaký handicap jedince (fyzický či duševní), nedostatečné vzdělání, věk.

## Příčiny sociálního vyloučení
Příčiny sociálního vyloučení jsou vnitřní a vnější. Vnější příčiny jsou dány společenskými podmínkami, vyloučené osoby na ně nemají vliv (rasová diskriminace, sociální politika státu). Sociální politika státu však může k vyloučení přispívat tendencí koncentrovat lidí vyloučením ohrožené (soustřeďování neplatičů nájemného do ubytoven). Vnitřní příčiny sociálního vyloučení jsou důsledkem jednání lidí, kteří mohou své vyloučení způsobit, nebo i posilovat. (ztráta pracovních návyků při dlouhodobé nezaměstnanosti). Dobrovolná exkluze, svobodné rozhodnutí jedince žít stranou společnosti, je jev spíše marginální.

## Projevy sociálního vyloučení
Mezi projevy sociálního vyloučení patří dlouhodobá nezaměstnanost, závislost na sociálních dávkách, nízké právní povědomí, apatie, špatný zdravotní stav, dluhy, neschopnost hospodařit s penězi, špatné a nedostatečné vzdělání, nízká podpora vzdělávání dětí. Člověk, žijící dlouhodobě v situaci sociálního vyloučení, se může dostat do tzv. pasti sociálního vyloučení, kdy je již obtížně rozlišitelné, co je příčina a co důsledek. K tomu, aby se jedinec stal sociálně vyloučeným, stačí jedna událost, např. ztráta práce a následná neschopnost zaplatit nájem. Další faktory vyloučení se pak kumulují a problémy se prohlubují. Změna stavu je pak obtížná, je nutná pomoc zvenku.

## Osoby ohrožené sociálním vyloučením
Mezi skupiny, jimž hrozí vyloučení, patří lidé dlouhodobě nezaměstnaní, s nízkými příjmy, s nízkým vzděláním, nekvalifikovaní, handicapovaní, po výkonu trestu, pracovníci s nevýhodnými smlouvami, rodiny s jedním rodičem, mladí lidé bez pracovních zkušeností či opouštějící dětské domovy, cizinci, uprchlíci, lidé odlišného etnika, lidé žijící ve vyloučených lokalitách.

## Sociálně vyloučené lokality
Projevem prostorového sociálního vyloučení je existence vyloučených lokalit. Ty vznikají jak z iniciativy samotných vyloučených (odchod z cenově nedostupných oblastí), tak působením státu a institucí (ubytovny pro neplatiče). Vyloučení se zde projevuje špatným bydlením, životním prostředím, nedostupností škol, zdravotnictví, obchodů, nevýhodným trhem práce, kriminalitou jak drobnou, tak organizovanou. Kriminalita v sociálně vyloučených lokalitách má dvojí rozměr. Jejich obyvatelé jsou jí ve zvýšené míře vystaveni, na druhé straně se jí častěji dopouštějí. Život ve vyloučených lokalitách je také nákladnější, než jinde (nedostupnost zdrojů i dopravy, obchod s chudobou ze strany majitelů ubytoven).